# Франц Фердинанд Кінскі
Франц Фердинанд Кінскі (нім. Franz Ferdinand Kinsky; 1678 — 1741) — чеський та австрійський аристократ, політик і дипломат.

## Біографія
Представник чеського князівсько-графського роду Кінських. Дипломат на службі імператора Священної Римської імперії.
У 1711 посланник імператора на Постійному рейхстазі Священної Римської імперії.
У 1715 став канцлером імперського двору, а в 1723-1735 обіймав посаду найвищого канцлера Чеського королівства.
З 1740 по 1741 — австрійський посол у Лондоні.